# Leucula distans
Leucula distans är en fjärilsart som beskrevs av Paul Dognin 1914. Leucula distans ingår i släktet Leucula och familjen mätare. Inga underarter finns listade i Catalogue of Life.